# Гунха
Гунха́ (анд. Гъунха) — село в Ботлихском районе Дагестана. Входит в состав сельского поселения Сельсовет «Андийский».

## Географическое положение
Расположено в 14 км к северо-востоку от села Ботлих, на левом берегу реки Унсатлен.

## Население
| 1869 | 1888 | 1895 | 1926 | 1939 | 1970 | 1989 |
| ---- | ---- | ---- | ---- | ---- | ---- | ---- |
| 159  | ↗196 | ↗214 | ↗242 | ↗364 | ↘283 | ↘254 |
| 2002 | 2010 | 2021 |      |      |      |      |
| ↘239 | ↘128 | ↗214 |      |      |      |      |